# 吉敷町
吉敷町（きしきちょう）は、埼玉県さいたま市大宮区の町名。現行行政地名は吉敷町一丁目から吉敷町四丁目。住居表示未実施地区。郵便番号は330-0843。

## 地理
さいたま市大宮区南部の大宮台地上に位置する。線路などの鉄道用地がある錦町の西側に飛地があり、食肉中央卸売市場などが立地する。南端の天沼町との境には高沼用水が流れている。大宮宿吉舗町が地名の由来となっている。

### 隣接する大字・町
- さいたま市
  - 大宮区
    - 錦町
    - 下町
    - 浅間町
    - 天沼町
    - 北袋町

  - 中央区
    - 新都心
    - 下落合

## 歴史
かつては下原刑場が広がっていた。
- 1928年（昭和3年）11月22日 - 吉敷町に当たる場所に「大宮尋常高等小学校南分校」（現、さいたま市立大宮南小学校）が開校する[5][6]。
- 1947年（昭和22年）9月1日 - 吉敷町4-223-2に当たる場所に南公民館（現、大宮南公民館）が開設される[7]。
- 1955年（昭和30年）7月1日 - 大字大宮、高鼻、北袋の各一部から吉敷町一丁目〜四丁目が成立[8]（大字大宮から一〜四丁目の一部、大字高鼻から一〜四丁目の一部、大字北袋から四丁目の一部が成立）。
- 1961年（昭和36年）12月15日 - 地内にと畜場・大宮食肉中央卸売市場（現、さいたま市屠畜場、およびさいたま市食肉中央卸売市場）が落成する[9]。
- 2001年（平成13年）
  - 5月1日 - 大宮市が浦和市、与野市と合併し、さいたま市となり、さいたま市の町名となる。
  - 3月31日 - 大宮ほこすぎ橋の供用を開始する[10]。
- 2003年（平成15年）4月1日 - さいたま市が政令指定都市に移行し、さいたま市大宮区の町名となる。また、さいたま新都心土地区画整理事業の換地処分が完了したことで、吉敷町四丁目の一部が中央区新都心の一部となる[11]。
- 2004年（平成16年）9月17日 -「コクーン新都心」が開業する。
- 2019年（令和元年）5月7日 - 大門町三丁目に立地していた大宮区役所が吉敷町一丁目に移転する[12]。また、大宮図書館も同日庁舎内に移転する。

## 世帯数と人口
2017年（平成29年）9月1日現在の世帯数と人口は以下の通りである。
| 丁目         | 世帯数    | 人口    |
| ------------ | --------- | ------- |
| 吉敷町一丁目 | 581世帯   | 1,196人 |
| 吉敷町二丁目 | 665世帯   | 1,238人 |
| 吉敷町三丁目 | 630世帯   | 1,283人 |
| 吉敷町四丁目 | 691世帯   | 1,189人 |
| 計           | 2,567世帯 | 4,906人 |

## 小・中学校の学区
市立小・中学校に通う場合、学区（校区）は以下の通りとなる。
| 丁目         | 番地 | 小学校                   | 中学校                   |
| ------------ | ---- | ------------------------ | ------------------------ |
| 吉敷町一丁目 | 全域 | さいたま市立大宮南小学校 | さいたま市立大宮南中学校 |
| 吉敷町二丁目 | 全域 | さいたま市立大宮南小学校 | さいたま市立大宮南中学校 |
| 吉敷町三丁目 | 全域 | さいたま市立大宮南小学校 | さいたま市立大宮南中学校 |
| 吉敷町四丁目 | 全域 | さいたま市立大宮南小学校 | さいたま市立大宮南中学校 |

## 交通

### 鉄道
- さいたま新都心駅 JR東北本線（宇都宮線、高崎線、上野東京ライン、京浜東北線）

### 道路
- 埼玉県道56号さいたまふじみ野所沢線
- 埼玉県道164号鴻巣桶川さいたま線（旧中山道） - 大宮ほこすぎ橋が架かる。
- けやき通り
- 東口駅前通り
- 氷川参道

## 公園・緑地
- 吉敷町二丁目公園
- 吉敷町四丁目公園
- 山丸公園
- 新都心東広場
- 一の鳥居広場

## 施設

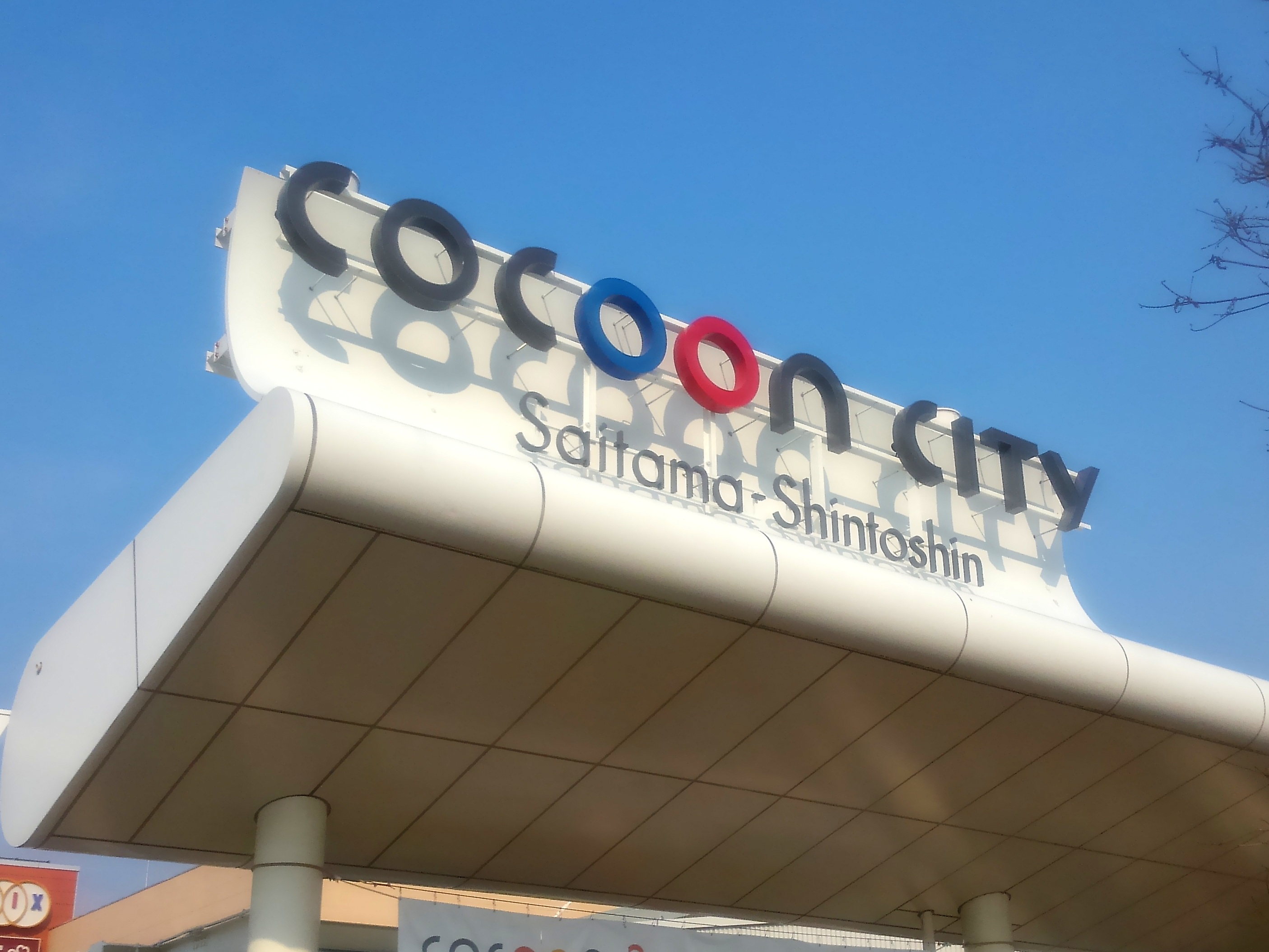
コクーンシティ

- 大宮区役所・大宮図書館（旧庁舎より2019年5月7日に移転）
- 埼玉県大宮合同庁舎
- 大宮消防署氷川参道出張所
- さいたま市立大宮南小学校
- さいたま市屠畜場
- さいたま市食肉中央卸売市場
- コクーンシティ
- ニチイホームさいたま新都心（介護付有料老人ホーム）
- 大宮南公民館
- 大宮吉敷町団地
- 新都心配水場
- 埼玉りそな銀行さいたま新都心支店
- 中央労働金庫大宮支店
- 大東銀行さいたま支店
- 国際学院埼玉短期大学
- 与野学院日本語学校
- 大宮保育園